# Spongia napiformis
Spongia napiformis är en svampdjursart som beskrevs av Duchassaing och Giovanni Michelotti 1864. Spongia napiformis ingår i släktet Spongia och familjen Spongiidae. Inga underarter finns listade i Catalogue of Life.